# Janko Alexy
Janko Alexy (Liptószentmiklós, 1894. január 25. – Pozsony, 1970. szeptember 22.) szlovák festő, író és publicista. Martin Benka és Ľudovít Fulla mellett a modern szlovák festészet vezéralakja.

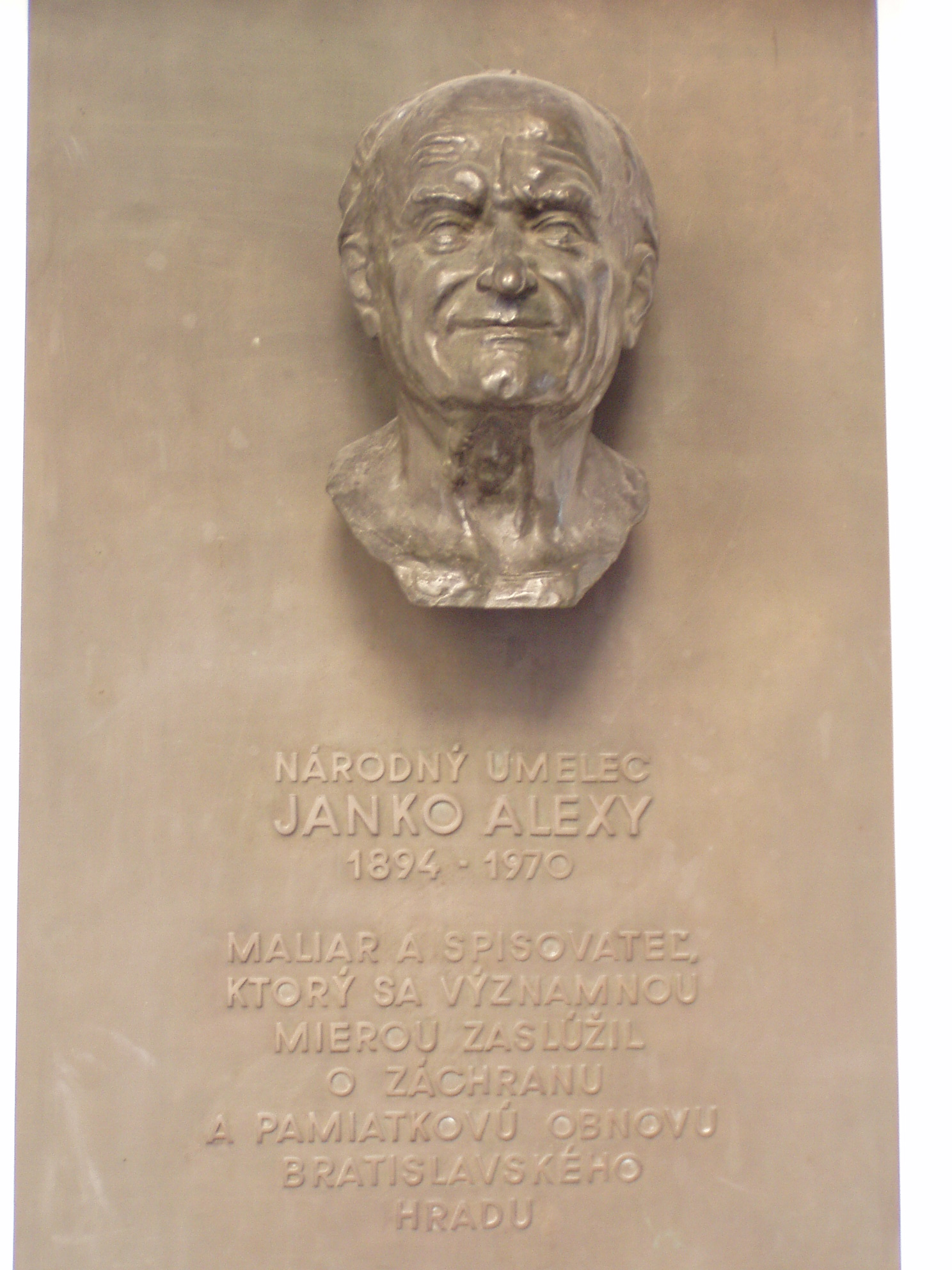
Emléktábla a pozsonyi várban

## Élete
Ötödik gyermekként született egy asztalosmester családjában. Tanulmányait Liptószentmiklóson és a losonci gimnáziumban végezte. A középiskola elvégzése után gyakornok volt egy gyógyszertárban. Az első világháborúban az Osztrák–Magyar Monarchia katonájaként az  olasz fronton harcolt. 1919 és 1925 között a Prágai Képzőművészeti Akadémián tanult Vlaho Bukovac és Max Švabinský mellett. 1920-ban hathónapos párizsi tanulmányúton vett részt. 1924-től 1929-ig egy pozsonyi gimnáziumban tanított művészetet és rajzot. 1927-től kizárólag a művészeti tevékenységnek szentelte magát. 1932 és 1937 között Pöstyénben élt, majd 1937-től ismét Pozsonyban. Hozzájárult a pozsonyi vár állagmegóvásához.

## Munkássága

### Festészet

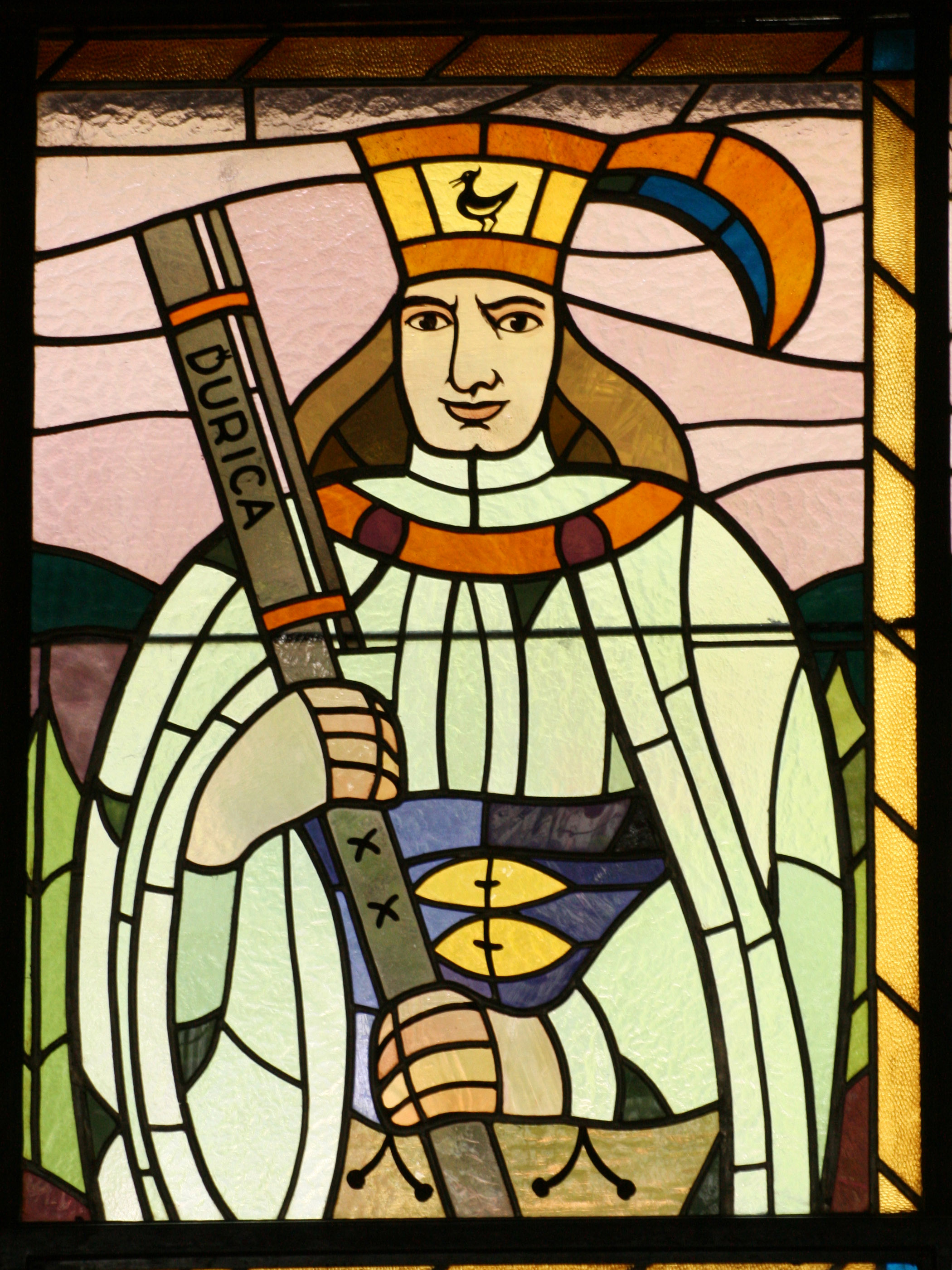
Ďurica, Alexy munkája (Pozsony, 1957)

Alexy nemcsak a modern szlovák festészet egyik megalapítója volt, hanem nagyon aktívan részt vett a szlovák kulturális eseményekben is. Széleskörű munkássága mintegy 1300 olajmunkát, pasztellt és rajzot foglal magában, melyeket a szlovák népi kultúra, a szlovák népmítoszok és a szlovák vidék szépsége ihlette. Juraj Jánošík és csoportjának témája nagyon fontos volt a számára. Figyelmet szentelt az ólomüvegnek és a kárpitoknak is.
Hetvenedik születésnapján, 1964-ben a Nemzet Művésze címmel tüntették ki.

### Irodalom

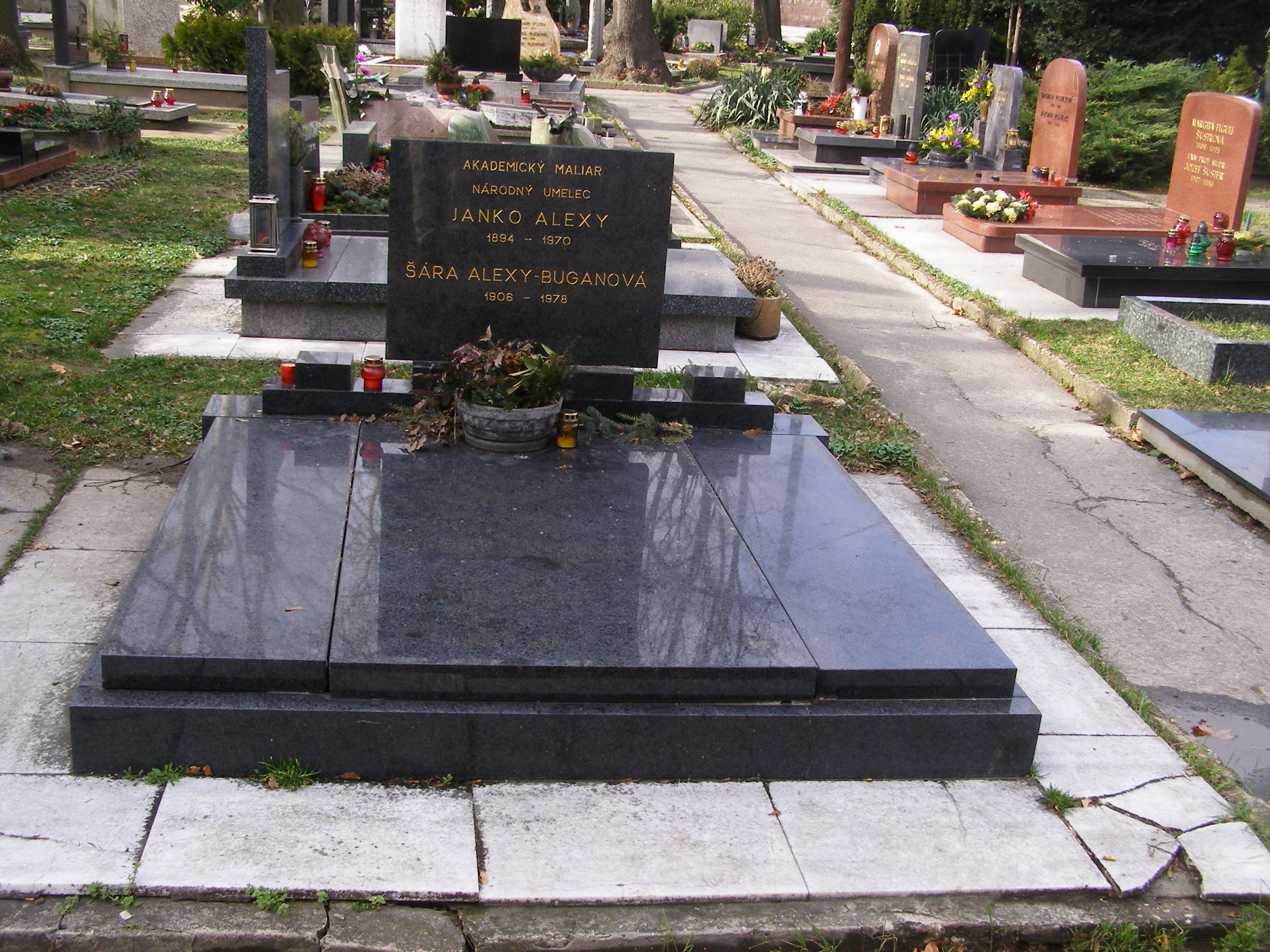
Sírja a pozsonyi Csalogányvölgyi temetőben

## Irodalmi művei
- 1924  –  Jarmilka (elbeszélések)
- 1928  –  Grétka (elbeszélések)
- 1930  –  Húsvét (elbeszélések)
- 1932  –  Egy laza halmon (elbeszélések)
- 1935  –  Hurrá (2 kötetes regény)
- 1936  –  Már talpon van egy ember (regény)
- 1940  –  Az aranyfenék
- 1942  –  Ég a ház (családregény)
- 1946  –  Az elfeledett világ
- 1948  –  Szlovák művészek sorsai
- 1949  –  Klopačka professzor (regény)
- 1956  –  Az élet nem vicc
- 1956  –  Ondrejko
- 1957  –  A gyümölcs beérik
- 1970  –  Ott elevenedik meg a dicsőség (emlék-dokumentumfilm a pozsonyi vár újjáépítéséről)

## Fordítás
- Ez a szócikk részben vagy egészben  a   Janko Alexy című német Wikipédia-szócikk ezen változatának fordításán alapul.  Az eredeti cikk szerkesztőit annak laptörténete sorolja fel. Ez a jelzés csupán a megfogalmazás eredetét és a szerzői jogokat jelzi, nem szolgál a cikkben szereplő információk forrásmegjelöléseként.